# Eurovision Song Contest 1963
L'ottavo Gran Premio Eurovisione della Canzone si tenne a Londra (Regno Unito) il 23 marzo 1963.

## Storia
Come i Paesi Bassi nel 1960, la Francia rifiutò di organizzare il concorso nel 1963. Il Regno Unito assunse la direzione del “Gran Premio dell'Eurovisione” e per la prima volta il programma fu prodotto da una donna. La BBC fece un esperimento in questo concorso. Le canzoni furono trasmesse via radio da uno studio, il pubblico e la giuria fu situata in un'altra posizione. Ogni canzone ebbe una scenografia differente, il cambiamento dello scenario avvenne molto rapidamente. Al tempo girarono voci, mai verificate, che le esibizione fossero registrate. Per la terza volta consecutiva, gli stessi 16 paesi parteciparono al concorso.
In seguito a quelli dell'anno precedente, ulteriori cambiamenti furono fatti al sistema di voto, in particolare espandendo il numero di giurati per ogni paese partecipante a 20. Il numero di punti assegnati da ogni membro fu aumentato da 3 a 5; ciò diede alle giurie l'occasione di votare per le loro cinque canzoni favorite. Il sistema fu esattamente lo stesso del 1962, l'unico cambiamento fu che i membri della giuria poterono ora votare per cinque canzoni anziché tre. Dopo il conteggio dei voti, sembrò che avesse vinto la Svizzera a causa dell'impreparazione e dell'errata comunicazione dei voti della giuria norvegese, ma la Norvegia fu richiamata al termine di tutte le votazioni (i risultati arrivavano via telefono) e comunicò i propri voti nel modo corretto.
Il vincitore fu la Danimarca con il brano Dansevise, eseguito da Grethe e Jørgen Ingmann. Due dei più celebrati cantanti parteciparono al concorso, Nana Mouskouri, che si esibì per il Lussemburgo e si classificò all'ottavo posto e Françoise Hardy che rappresentò Monaco e si piazzò il quinto posto. Il brano Uno per tutte permise a Emilio Pericoli di classificare l'Italia al terzo posto.

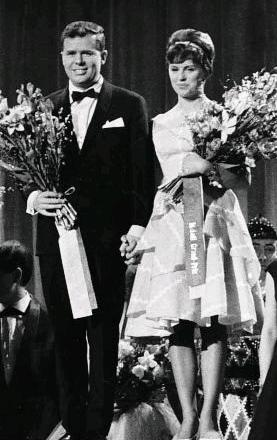
I vincitori per la Danimarca, Grethe & Jørgen Ingmann, primi al Dansk Melodi Grand Prix 1963

## Stati partecipanti

Stati partecipanti
| Stato                       | Artista                 | Brano                           | Lingua           | Processo di selezione                                                             |
| --------------------------- | ----------------------- | ------------------------------- | ---------------- | --------------------------------------------------------------------------------- |
| Austria                     | Carmela Corren          | Vielleicht geschieht ein Wunder | Tedesco, Inglese | Interno                                                                           |
| Belgio                      | Jacques Raymond         | Waarom?                         | Olandese         | Eurosong 1963, 16 febbraio 1963                                                   |
| Danimarca                   | Grethe & Jørgen Ingmann | Dansevise                       | Danese           | Dansk Melodi Grand Prix 1963, 24 febbraio 1963                                    |
| Finlandia                   | Laila Halme             | Muistojeni laulu                | Finlandese       | Euroviisukarsinta 1963, 14 febbraio 1963                                          |
| Francia                     | Alain Barrière          | Elle était si jolie             | Francese         | Interno                                                                           |
| Germania                    | Heidi Brühl             | Marcel                          | Tedesco          | Finale nazionale, 28 febbraio 1963                                                |
| Italia                      | Emilio Pericoli         | Uno per tutte                   | Italiano         | Festival di Sanremo 1963, 9 febbraio 1963                                         |
| Jugoslavia                  | Vice Vukov              | Brodovi                         | Croato           | Jugovizija 1963                                                                   |
| Lussemburgo                 | Nana Mouskouri          | À force de prier                | Francese         | Interno                                                                           |
| Norvegia                    | Anita Thallaug          | Solhverv                        | Norvegese        | Melodi Grand Prix 1963, 10 febbraio 1963                                          |
| Paesi Bassi                 | Annie Palmen            | Een speeldoos                   | Olandese         | Interno per l'artista; Nationaal Songfestival 1963 per il brano, 23 febbraio 1963 |
| Principato di Monaco        | Françoise Hardy         | L'amour s'en va                 | Francese         | Interno                                                                           |
| Regno Unito (organizzatore) | Ronnie Carroll          | Say Wonderful Things            | Inglese          | A Song For Europe 1963, 24 febbraio 1963                                          |
| Spagna                      | José Guardiola          | Algo prodigioso                 | Spagnolo         | Interno                                                                           |
| Svezia                      | Monica Zetterlund       | En gång i Stockholm             | Svedese          | Melodifestivalen 1963, 16 febbraio 1963                                           |
| Svizzera                    | Esther Ofarim           | T'en va pas                     | Francese         | Concours Eurovision 1963, 9 febbraio 1963                                         |

## Struttura di voto
Ogni nazione attribuisce cinque, quattro, tre, due e un punto alle sue cinque canzoni preferite.

## Orchestra
Diretta dai maestri: Francis Bay (Belgio), Øivind Bergh (Norvegia), Willy Berking (Germania), Gigi Cichellero (Italia), George de Godzinsky (Finlandia), Rafael Ibarbia (Spagna), Raymond Lefèvre (Monaco), William Lind (Svezia), Kai Mortensen (Danimarca), Franck Pourcel (Francia), Miljenko Prohaska (Jugoslavia), Eric Robinson (Regno Unito, Paesi Bassi, Svizzera e Lussemburgo) e Erwin Halletz (Austria).

## Classifica
| N° | Stato                | Cantante               | Canzone                         | Punti | Posizione |
| -- | -------------------- | ---------------------- | ------------------------------- | ----- | --------- |
| 01 | Regno Unito          | Ronnie Carroll         | Say Wonderful Things            | 28    | 4         |
| 02 | Paesi Bassi          | Annie Palmen           | Een Speeldoos                   | 0     | 13        |
| 03 | Germania Ovest       | Heidi Brühl            | Marcel                          | 5     | 9         |
| 04 | Austria              | Carmela Corren         | Vielleicht geschieht ein Wunder | 16    | 7         |
| 05 | Norvegia             | Anita Thallaug         | Solhverv                        | 0     | 13        |
| 06 | Italia               | Emilio Pericoli        | Uno Per Tutte                   | 37    | 3         |
| 07 | Finlandia            | Laila Halme            | Muistojeni Laulu                | 0     | 13        |
| 08 | Danimarca            | Grethe & Jørgen Ingman | Dansevise                       | 42    | 1         |
| 09 | Jugoslavia           | Vice Vukov             | Brodovi                         | 3     | 11        |
| 10 | Svizzera             | Esther Ofarim          | T'en Va Pas                     | 40    | 2         |
| 11 | Francia              | Alain Barrière         | Elle était Si Jolie             | 25    | 5         |
| 12 | Spagna               | José Guardiola         | Algo Prodigioso                 | 2     | 12        |
| 13 | Svezia               | Monica Zetterlund      | En Gång I Stockholm             | 0     | 13        |
| 14 | Belgio               | Jacques Raymond        | Waarom                          | 4     | 10        |
| 15 | Principato di Monaco | Françoise Hardy        | L'amour S'en Va                 | 25    | 5         |
| 16 | Lussemburgo          | Nana Mouskouri         | A Force De Prier                | 13    | 8         |

5 punti
| N. | A                    | Da                                                  |
| -- | -------------------- | --------------------------------------------------- |
| 5  | Danimarca            | Belgio, Finlandia, Lussemburgo, Paesi Bassi, Svezia |
| 3  | Italia               | Danimarca, Principato di Monaco, Svizzera           |
| 3  | Svizzera             | Austria, Italia, Regno Unito                        |
| 2  | Principato di Monaco | Francia, Germania                                   |
| 2  | Regno Unito          | Norvegia, Spagna                                    |
| 1  | Francia              | Jugoslavia                                          |